# Лактат ртути(II)
Лактат ртути(II) — неорганическое соединение,
соль ртути и молочной кислоты
с формулой Hg(C3H5O3)2,
кристаллы,
растворяется в воде.

## Получение
- Реакция оксида ртути(II) и молочной кислоты:

{\displaystyle {\mathsf {HgO+2C_{3}H_{6}O_{3}\ {\xrightarrow {}}\ Hg(C_{3}H_{5}O_{3})_{2}+H_{2}O}}}

## Физические свойства
Лактат ртути(II) образует кристаллы.
Растворяется в воде.
Разлагается при температуре выше 150°С или под действием света.

## Применение
- Антисептик в медицине.
- Фунгицид пуратлизд В-2.
- Консервант для древесины.